# Siedlung Vogelweide

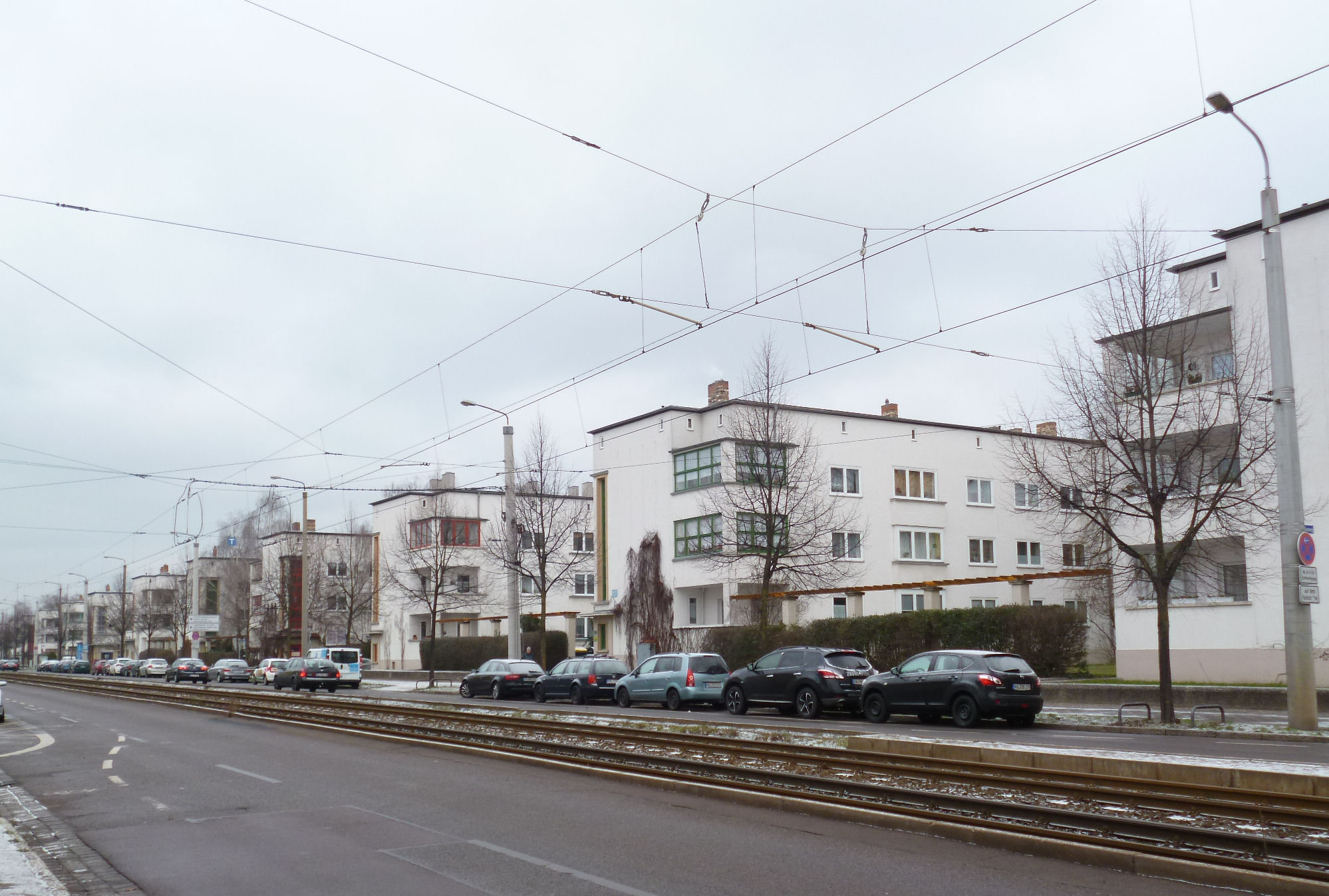
Vogelweide, Ansicht nach Westen

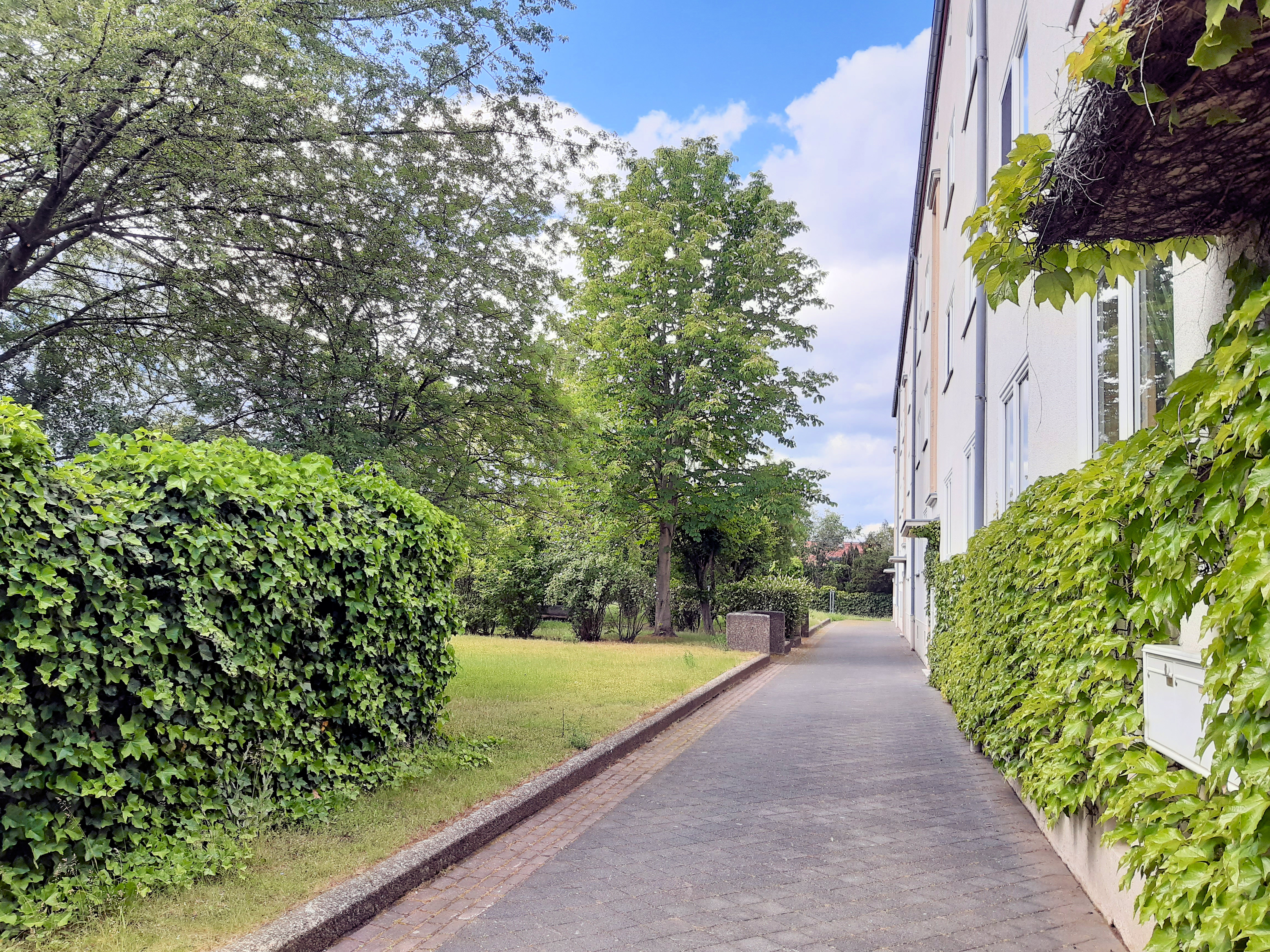
Grünflächen zwischen den Wohnzeilen

Die Siedlung Vogelweide ist eine denkmalgeschützte Wohnsiedlung im Stadtviertel Gesundbrunnen des Stadtbezirks Süd in Halle (Saale). Sie wurde in den Jahren 1930 und 1931 im Stil des Neuen Bauens nach Entwürfen des Architekten Heinrich Faller errichtet.

## Lage
Die Wohnanlage nimmt mit einer Länge von ca. 800 Metern und einer Tiefe von ca. 70 Metern die gesamte nördliche Seite der in Ost-West-Richtung verlaufenden Vogelweide ein, die im Osten von der Elsa-Brändström-Straße und im Westen von der Paul-Suhr-Straße begrenzt wird. Während die südliche Straßenseite zum Stadtteil Südstadt gehört, ist die nördliche Straßenseite dem Stadtviertel Gesundbrunnen zuzurechnen. Von dieser führen vier schmale Seitenstraßen (Falkenweg, Finkenweg, Amselweg, Dohlenweg) und eine mittige breitere Straße, der Vogelherd, nach Norden. Die Wohnzeilen werden entlang dieser Seitenstraßen bis zu einem ab den 1920er Jahren bebauten Einfamilienhausviertel geführt.

## Baugeschichte
Bereits im Jahr 1928 gab es für dieses Areal erste Bebauungspläne. Das zu dieser Zeit noch brachliegende Grundstück befand sich bereits im Besitz der 1922 gegründeten „Kleinwohnungsbau Halle AG“. Man plante zunächst sechs U-förmige Blöcke mit zentralen Grünanlagen, die sich nach Norden öffnen. Finanzielle Schwierigkeiten verhinderten jedoch einen früheren Baubeginn; andere Projekte, wie die Errichtung der Gartenvorstadt Gesundbrunnen, wurden vorgezogen. Schließlich errichtete man in den Jahren 1930 bis 1931 auf dem Areal eine Wohnanlage mit zum größten Teil sogenannten Kleinstwohnungen, die die Gartenvorstädte „Gesundbrunnen“ und „Süd“ räumlich miteinander verbindet.
Die Entwürfe für die Siedlung lagen in den Händen von Heinrich Faller, der seit 1925 auch Vorstandsvorsitzender der Wohnungsgesellschaft war. Der Verlauf der Seitenstraßen, die das Areal in sechs rechteckige Grundstücke teilen, waren vom Stadterweiterungsamt vorgegeben. Nach Fertigstellung stieß das für Halle ungewöhnliche Erscheinungsbild der Häuser, insbesondere die Verwendung des Flachdachs, in der Öffentlichkeit – auch in konservativen Kreisen – jedoch auf ein positives Echo und fand lobende Erwähnung in Zeitungen und Fachkreisen.

## Aufbau und Besonderheiten

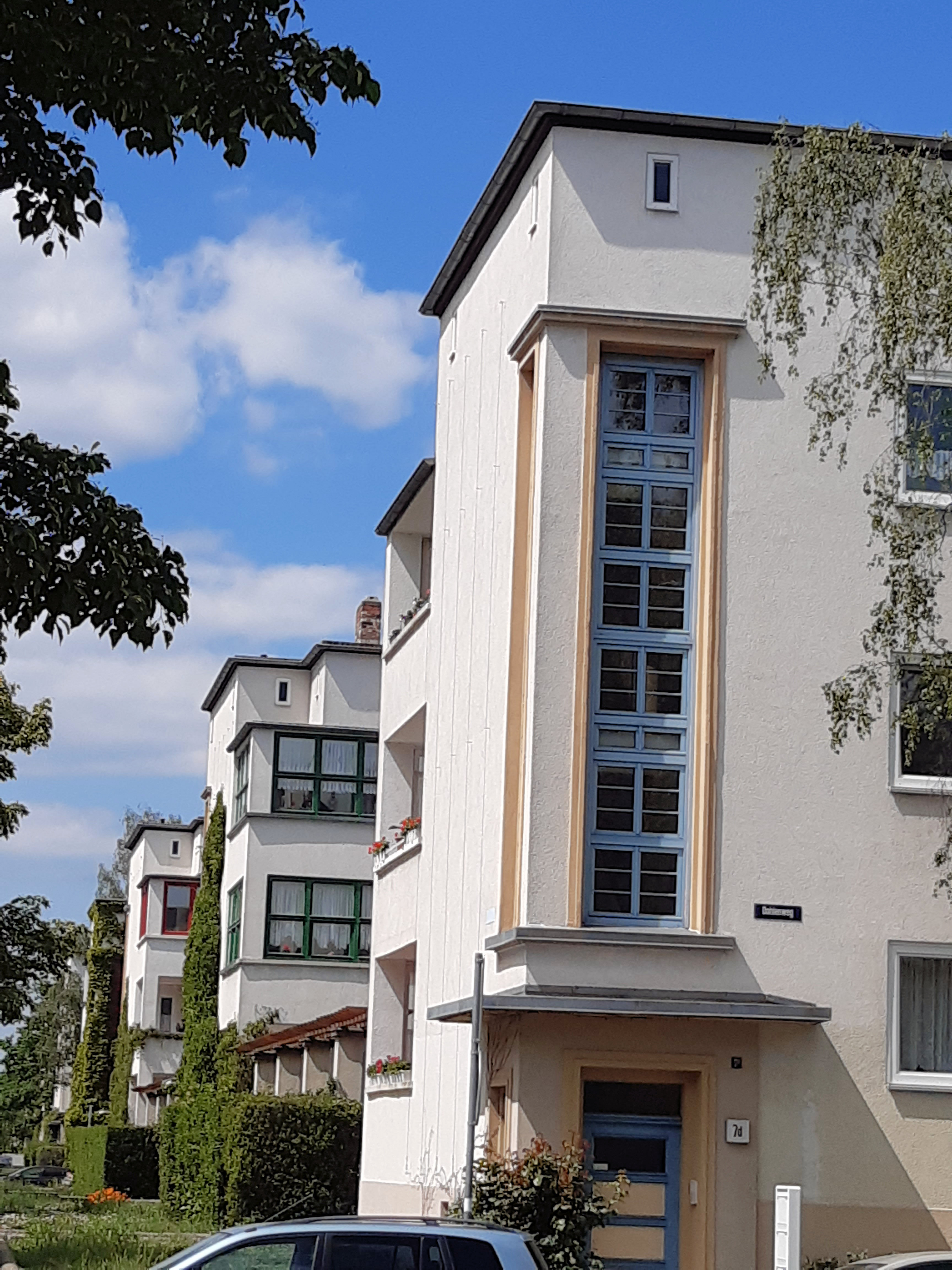
Eingangsbereich

Die Wohnanlage besteht aus zwei U-förmigen Wohnblöcken am östlichen und am westlichen Ende der Vogelweide; dazwischen erstrecken sich dreizehn, etwa 60 Meter lange Wohnzeilen in nordsüdlicher Ausrichtung.
Die U-förmigen Wohnblöcke, obwohl von der Erscheinung einheitlich, sind in der Ausführung nicht identisch. Die dreigeschossigen Häuserblöcke an der Paul-Suhr-Straße im Westen und der Elsa-Brändström-Straße im Osten entwarf Faller zunächst mit traditionellem Satteldach, um den Charakter der an den beiden Straßen bereits bestehenden Bebauung aufzugreifen. An der Paul-Suhr-Straße leitet ein anschließender risalitartig vortretender Bauteil, das das Treppenhaus aufnimmt, zu einem Eckhaus über, dessen Erdgeschoss ein großes Ladengeschäft aufnimmt. Eine Balustrade umgibt die als Dachterrasse ausgebildete Dachfläche. Daran schließt sich im rechten Winkel ein dreigeschossiger Wohnblock entlang der Vogelweide an, der an der nächsten Seitenstraße, dem Falkenweg, wiederum rechtwinklig abknickt. Am anderen, dem östlichen Ende der Vogelweide an der Elsa-Brändström-Straße wurde vor dem Eckhaus eine platzartige Erweiterung geschaffen, indem das Eckgebäude nicht bis an die Fluchtlinie vorgezogen wurde. An dieses schließt sich versetzt nach Westen hin ein langer kubischer Block an, der ebenfalls nach Norden, hier am Dohlenweg, im rechten Winkel abknickt. Eine Ladenzone verbindet hier das Eckgebäude mit dem anschließenden Block.
Die kammartig angeordneten, weiß getünchten und in Blockbauweise errichteten dreigeschossigen Wohnzeilen zwischen den U-förmigen Kopfbauten sind rund 60 Meter lang und bestehen aus jeweils vier Häusern. Sie sind mit flachen Dächern versehen und konsequent auf kubische Elemente reduziert. Die städtebauliche Wirkung der Anlage basiert auf der bemerkenswerten Abfolge markanter Gebäudeecken mit vertikalen Fensterbändern über dem Eingangsbereich und offenen Eckloggien, die in den 1960er Jahren zum Teil verglast wurden. An der geschlossenen Randbebauung sind Fenster- und Türrahmungen in blau ausgeführt worden, bei den Wohnzeilen sind Fenster und Türen abwechselnd rot, grün oder blau gestrichen, das einzig spielerische Element dieser Architektur. Profilierte Gewände, eine dekorative Fensterversprossung sowie gesimsartig vorgehängte Dachtraufen mildern ebenfalls den kantigen Eindruck. An die in der Mitte der Anlage gelegenen beiden Häuserzeilen entlang der Grünachse des Vogelherds setzte Faller zu Beginn zwei eingeschossige Ladengeschäfte, die sich durch ihre kubische Form an die Wohnzeilen anpassen. Diese sind durch Pergolas verbunden, die die Grünstreifen gegen den Straßenraum abschirmen. So entstehen durch großzügige Grünflächennutzung Gartenhöfe von fast privatem Charakter, die den Eindruck einer Gartenstadt vermitteln und die auch die besondere stadträumliche Qualität der Anlage ausmachen.
In ihrer stilistischen und städtebaulichen Entschiedenheit ist die Siedlung ein einzigartiger Fall programmatischer Modernität im baupolitisch eher konservativ geprägten Halle der Weimarer Republik und auch als Gegenentwurf zur benachbarten Siedlung Lutherplatz zu verstehen, die sich einer traditionellen Ästhetik verpflichtet fühlte.

## Wohnkonzept
Die Planung sah für die Siedlung 520 Wohnungen für „minderbemittelte Bevölkerungskreise“ vor, davon 448 vom Typus der sogenannten Kleinstwohnung.
Nachdem zwischen 1926 und 1928 vornehmlich Mittelwohnungen mit einer Größe von 55–86 m² errichtet wurden, sah man ab 1929 vor allem Klein- und Kleinstwohnungen mit 35–55 m² vor, um die Zahl der Wohnungen zu steigern. So forderte die Stadtverwaltung Halle von den Wohnungsgesellschaften und Genossenschaften verstärkt Kleinstwohnungen mit 35–45 m² und einer jährlichen Jahresmiete von unter 500 RM zu schaffen. Bedingt durch Weltwirtschaftskrise und wachsende Arbeitslosigkeit konnten sich rund 60 % der Arbeiter nur noch eine durchschnittliche Jahresmiete von 300 RM leisten, 30 % von bis 500 RM. Die Senkung der Miete war nur durch die Wohnungsgröße zu regeln; die Kleinwohnung sollte durch die Kleinstwohnung ersetzt werden.
In der Siedlung erfolgte innerhalb der Wohnzeilen eine Beschränkung der Wohngröße auf bis zu 48 m², die zwei Zimmer, Küche, Bad und Nebenräume, wie Speisekammer, umfassten. Faller favorisierte hier je Etage den sogenannten Dreispännergrundriss, durch den bei Bedarf Wohnungen zusammengelegt werden konnten. Für die Kopfbauten waren dagegen Drei-Zimmer-Wohnungen vorgesehen.
Die Vergabe der Wohnungen erfolgte für die Mehrheit der Wohnungssuchenden durch das städtische Wohnungsamt, das eine Einteilung in Bedürftigkeitsklassen vornahm. Die Wartezeit bis zur Wohnungszuweisung betrug mindestens fünf bis sechs Jahre. Nach Fertigstellung erfolgte anhand von Adressbüchern eine Auswertung, um zu erfahren, ob die Wohnungen tatsächlich an sozial schwache Bevölkerungsschichten gegangen sind. Da das Ergebnis zeigte, dass 75 % der Mieter Arbeiter, Rentner, kleine Angestellte und Beamte waren, wurde daraus der Schluss gezogen, dass die Wohnungen von der beabsichtigten Zielgruppe gemietet worden seien.
Die Siedlung Vogelweide wird heute von der Wohnungsgenossenschaft Halle-Süd e.G. verwaltet. Durch Sanierung und Grundrissveränderungen wurden die Wohnungen an den heutigen Standard angepasst, sodass die Siedlung auch heute noch in Halle als beliebte Wohnlage gilt.

## Galerie

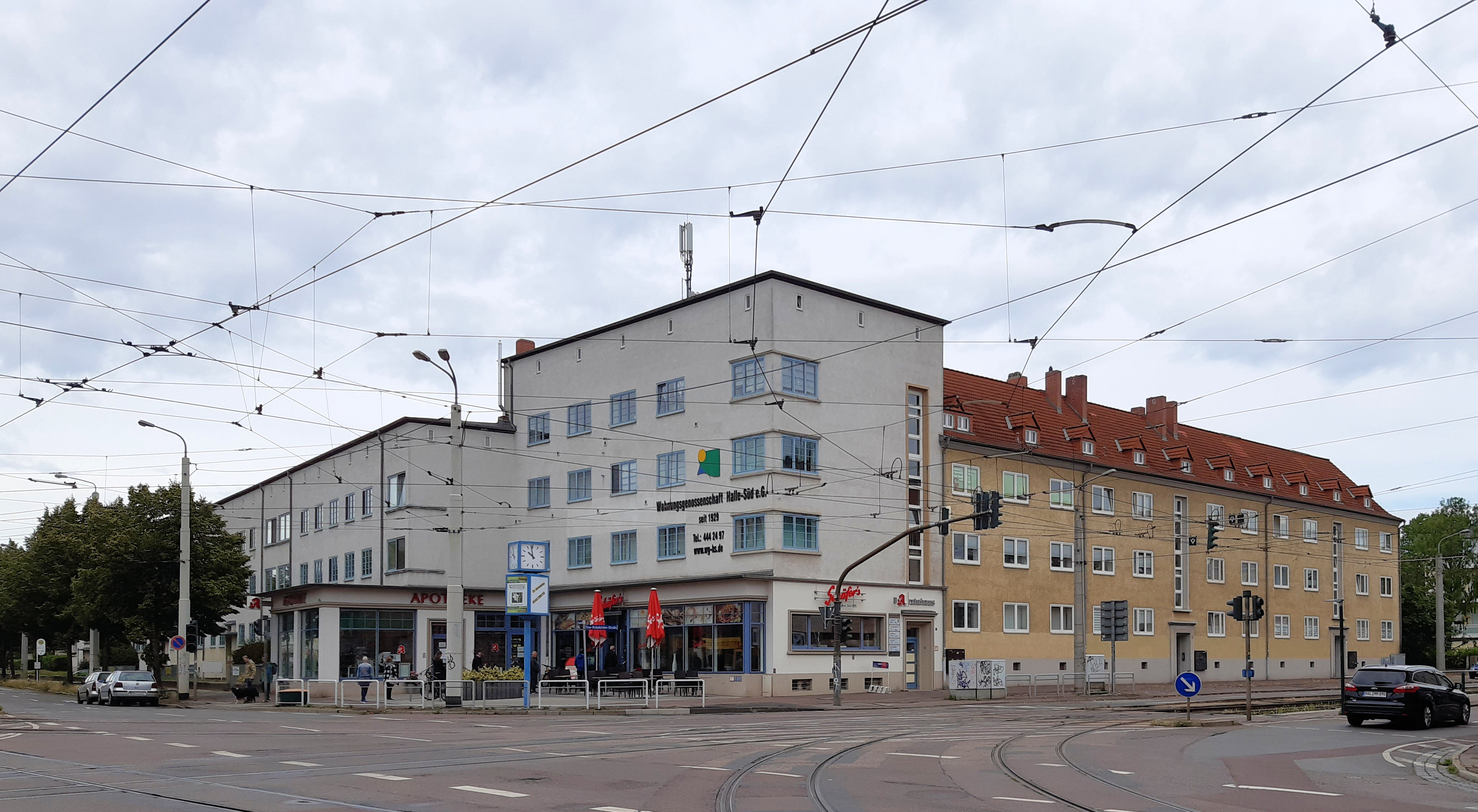
Wohnblock mit Eckgebäude am östlichen Ende
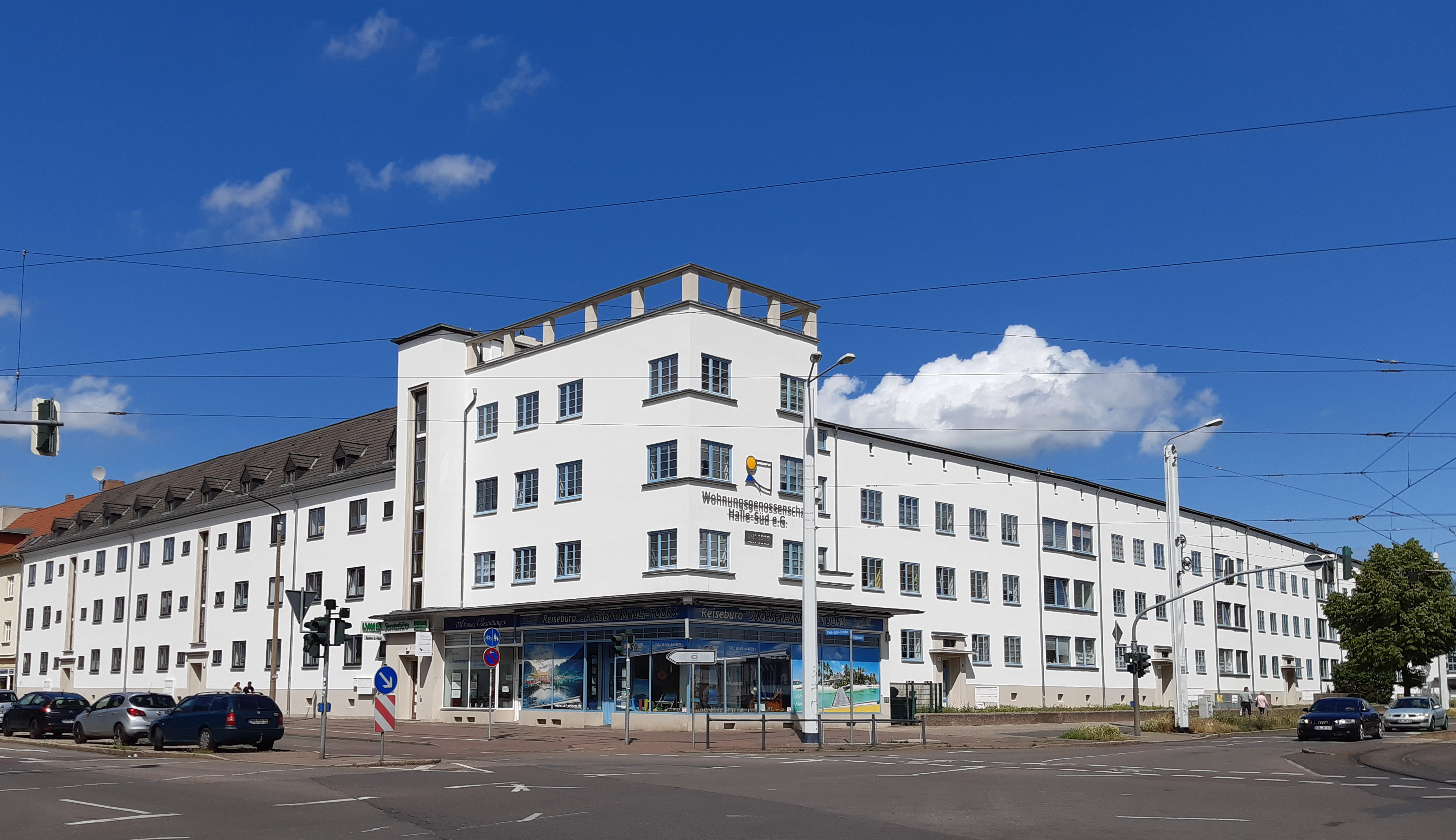
Wohnblock mit Eckgebäude am westlichen Ende
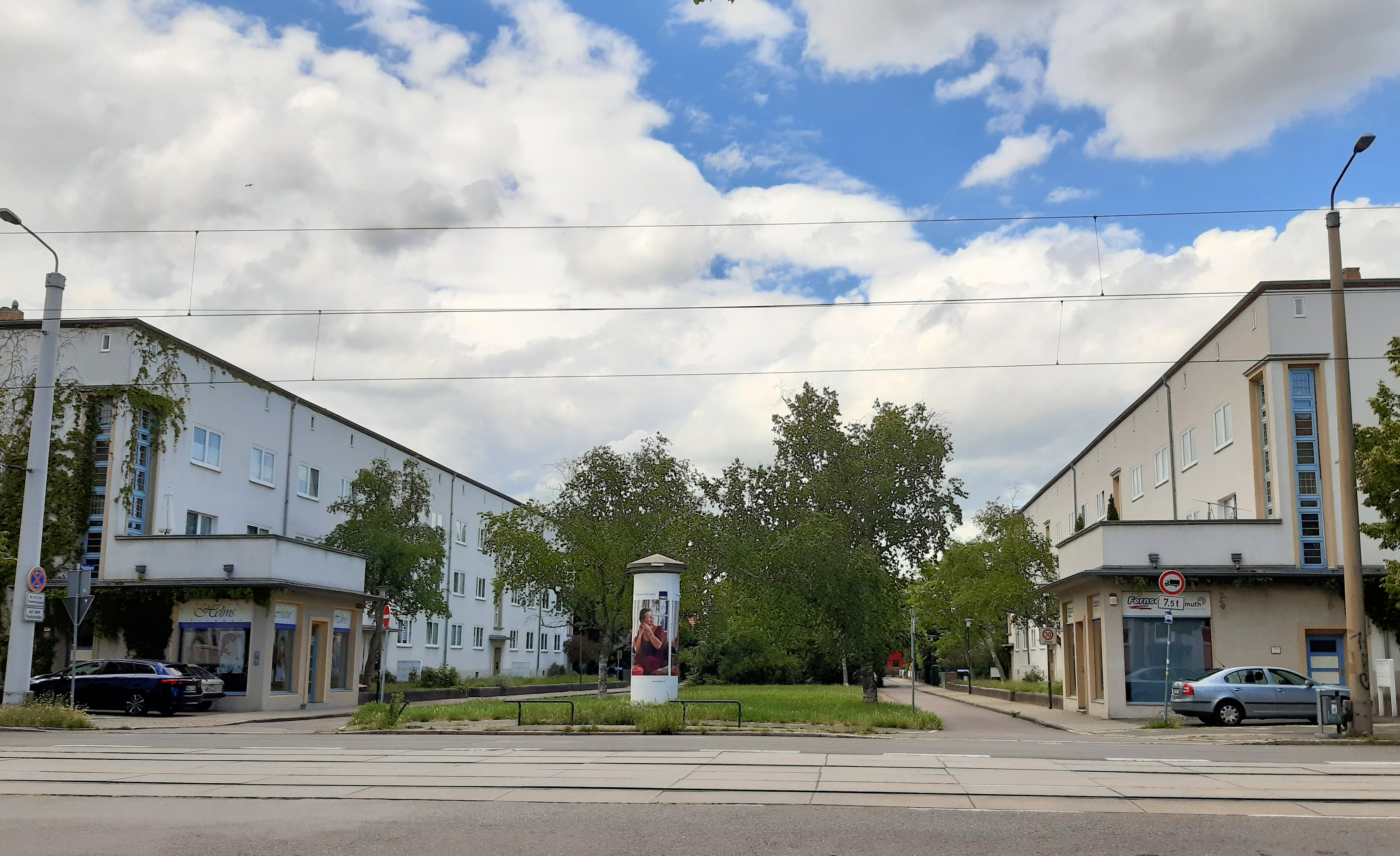
Beginn des Vogelherds mit Ladengeschäften
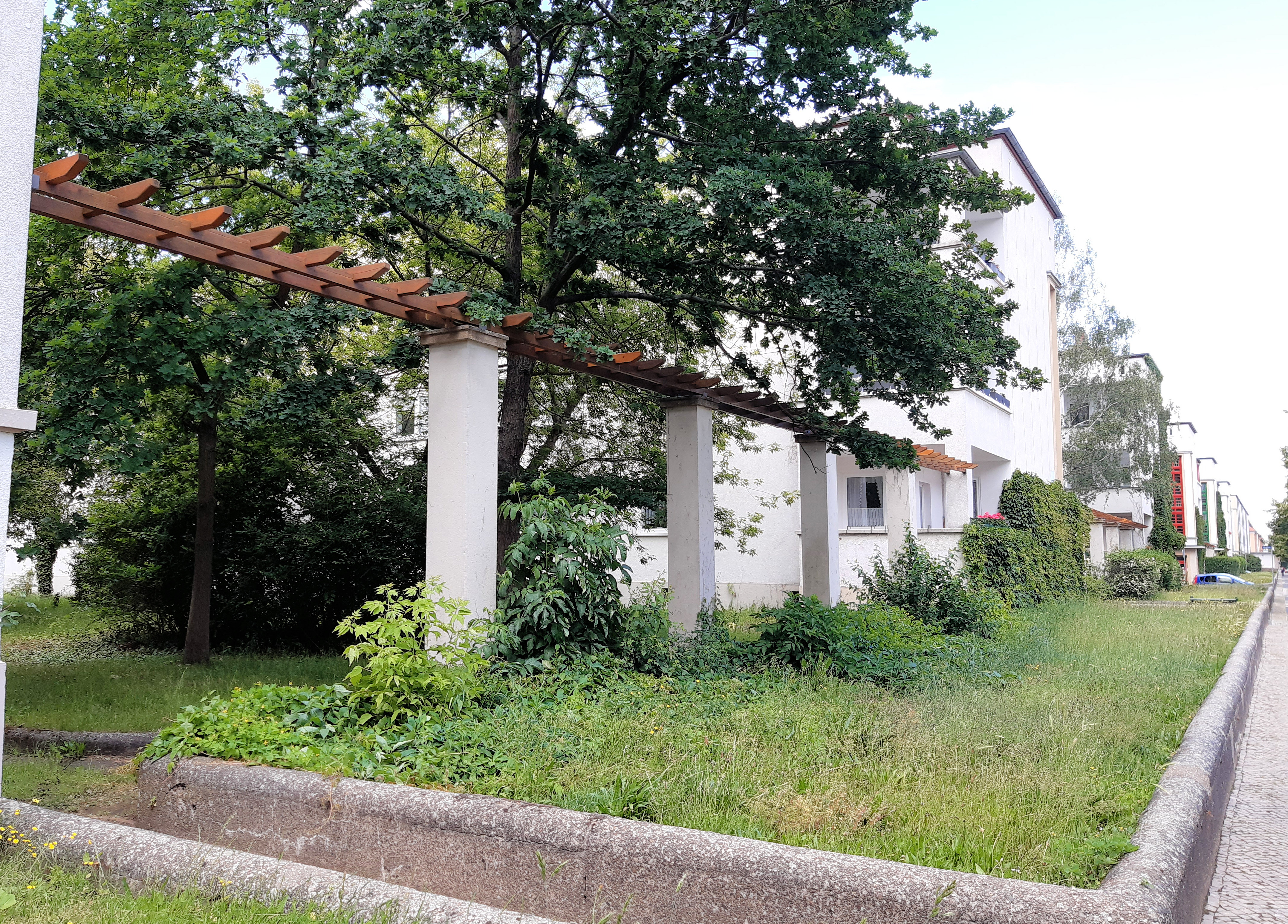
Pergolas zwischen den Wohnzeilen
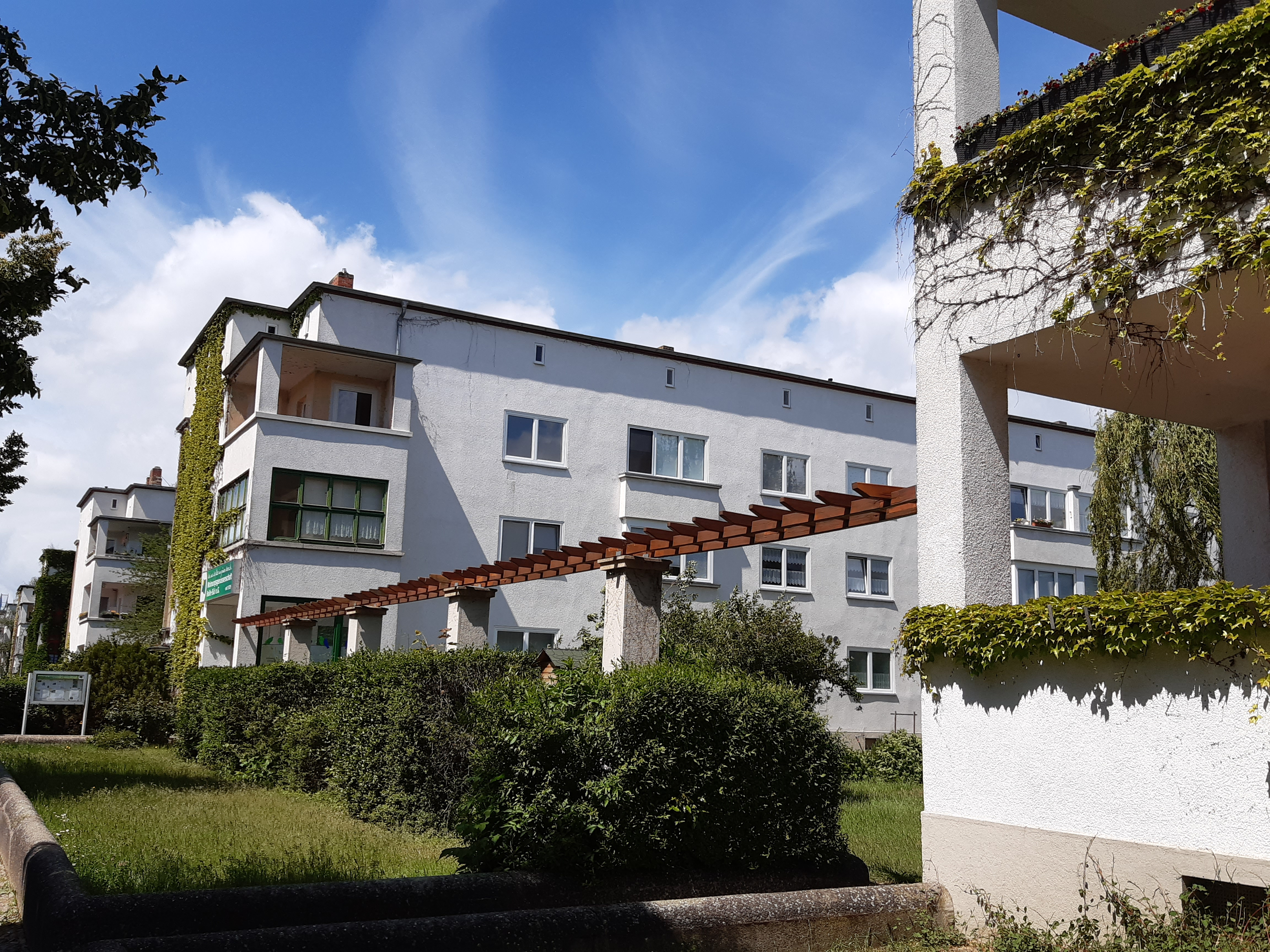
Loggien der Wohnzeilen
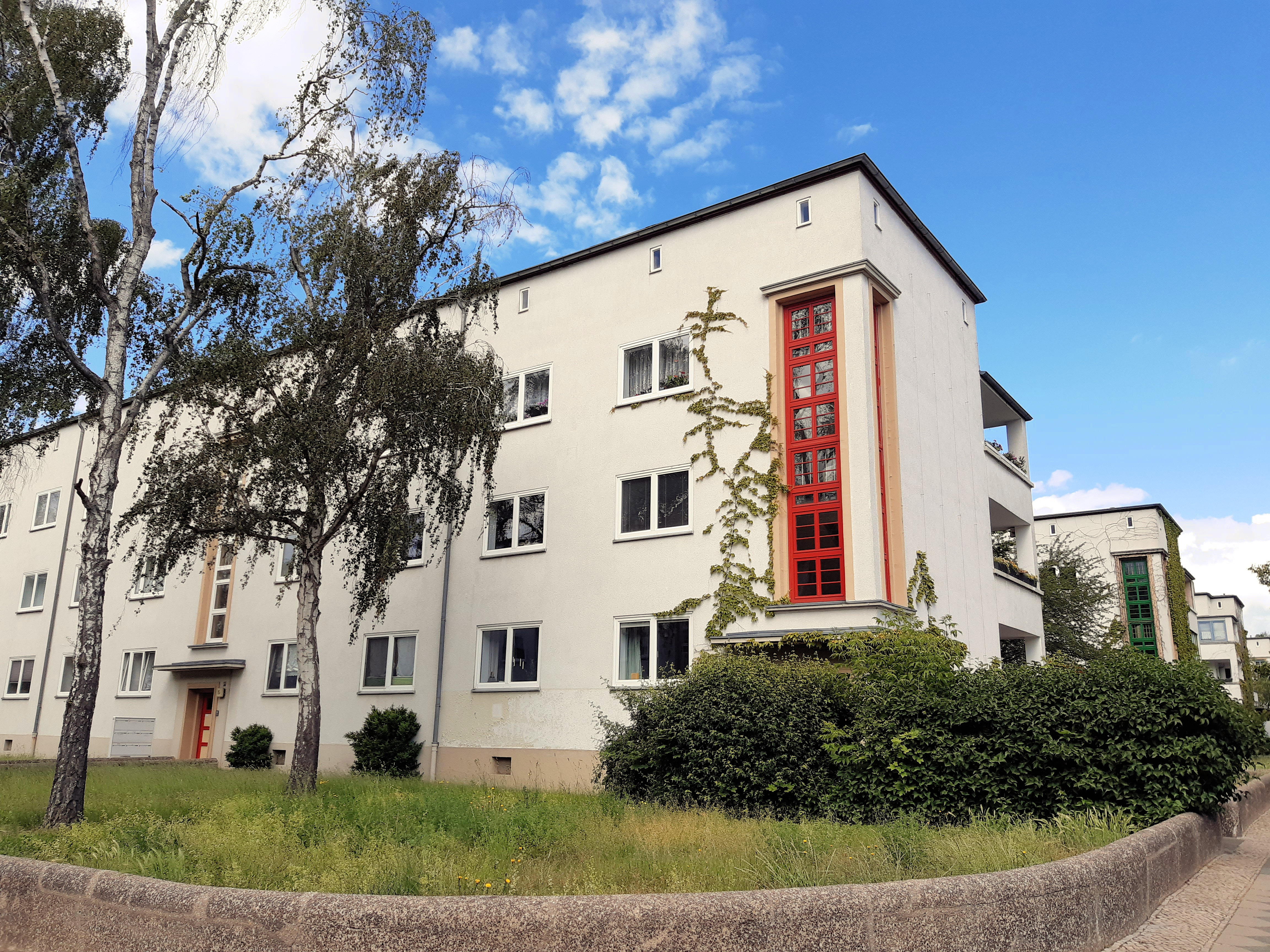
Ansicht nach Osten